# Ristijärvi (Jukkasjärvi socken, Lappland, 750819-176559)
Ristijärvi är en sjö i Kiruna kommun i Lappland och ingår i Torneälvens huvudavrinningsområde. Ristijärvi ligger i Torne och Kalix älvsystem Natura 2000-område.